# Христианская теософия

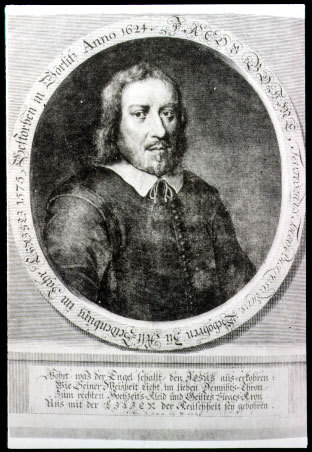
Якоб Бёме — немецкий философ (1730)

Христиа́нская теосо́фия (др.-греч. θεοσοφία «божественная мудрость») — мистическое богопознание, учение XVI—XVIII веков, появившееся в среде протестантизма.

## История
Христианская теософия как понятие уходит корнями в гностицизм и неоплатонизм. Парацельс полагал, что теософия включает в себя не только мистический опыт созерцания божества, но и раскрытие тайн природы и совершение чудес (тауматургию).
В философии Фридриха Шеллинга термин «теософия» обозначал синтез мистического богопознания и рациональной философии. Теософии он противопоставлял «теософизм» — вид мистицизма, исключающий возможность научного познания.
После Шеллинга термин «теософия» употребляли в качестве названия своего мировоззрения Ф. К. фон Баадер, А. Розмини («Teosofia»), Ф. Б. Трентовский («Teosofia wszystkich ludów»).
Под влиянием Шеллинга, в системе Владимира Соловьёва появляется термин «свободная теософия». Постулируется, что свободная теософия является цельным знанием — высшим синтезом рационального и эмпирического знания с мистическим знанием. Характеристика «свободная» подчёркивает отличие от традиционной теософии, заявляя, что свободная теософия есть творческий продукт критической мысли, опыта и мистического откровения.